# Alfa-1,3-mannosil-glicoproteina 2-beta-N-acetilglucosaminiltransferasi
La alfa-1,3-mannosil-glicoproteina 2-beta-N-acetilglucosaminiltransferasi è un enzima appartenente alla classe delle transferasi, che catalizza la seguente reazione:
UDP-N-acetil-D-glucosammina + 3-(α-D-mannosil)-β-D-mannosil-R ⇄ UDP + 3-(2-[N-acetil-β-D-glucosamminil]-α-D-mannosil)-β-D-mannosil-R
R rappresenta il resto dell'oligosaccaride legato all'N nell'accettore della glicoproteina. Da notare che l'enzima agisce prima delle N-acetilglucosaminiltransferasi II (numero EC 2.4.1.143), III (numero EC 2.4.1.144), IV (numero EC 2.4.1.145), V (numero EC 2.4.1.155), VI (numero EC 2.4.1.201)